# El último regalo
El Último Regalo (The Ultimate Gift) es una película estadounidense basada en la novela best-seller del escritor Jim Stovall, la cual fue estrenada el 9 de marzo de 2007 en 816 cines dentro de E.U.A. Las ventas en DVD de la película fueron bastante altas en relación con su recepción en cines y hoy en día continúa siendo un éxito en ventas de DVD y también en transmisiones de T.V.

## Sinopsis
La trama se centra en Howard “Red” Stevens (James Garner), un hombre de negocios millonario que después de morir lega una gran parte de su fortuna a su resentido nieto llamado Jason (Drew Fuller), un joven solitario e irresponsable que no aprecia el valor del trabajo ni el significado de ganar bienes honradamente; y como heredero de la fortuna de su abuelo, se le asigna completar 12 “tareas” que lo harán comprender el valor de lo bien ganado y también dejarán en él una lección de vida conocida como “regalo” por cada tarea.
Durante este período, Jason perderá todo lo que posee para que así comience a valorar el costo de los altos bienes, volviéndose también amigo de una pequeña niña llamada Emily (Abigail Breslin) y su madre Alexia (Ali Hillis), una amistosa mujer de clase media que se encuentra luchando contra la leucemia que padece su hija Emily.
Todo esto comienza a generar un cambio en Jason haciéndolo comprender que tiene el potencial para convertirse en alguien especial para las personas no cegadas por el dinero, con lo cual puede ayudar a esa clase de personas e incluso dedicar su fortuna para hacer realidad las necesidades de otras personas, lo cual es la principal lección que su abuelo le dejó junto con la herencia.
Durante la película, Jason recibe los siguientes regalos:
- El Regalo del Trabajo
- El Regalo de los amigos
- El Regalo del dinero
- El Regalo de Aprender
- El Regalo de los Problemas
- El Regalo de la Familia
- El Regalo de la Risa
- El Regalo de los Sueños
- El Regalo de Dar
- El Regalo de la Gratitud
- El Regalo de un Día
- El Regalo del Amor

## Reparto y dirección
James Garner interpreta a "Red" Stevens. El personaje principal (Jason) es interpretado por Drew Fuller, conocido por la serie televisiva Charmed de Warner Bros.. Fuller describió su actuación en la película como "el sueño de un actor." Emily es interpretada por Abigail Breslin (quien es actriz nominada al premio Óscar) y su madre es interpretada por Ali Hillis, conocida por Must Love Dogs.
El filme fue producido por Jim Van Eerden y Rick Eldridge bajo la dirección de Michael O. Sajbel con un guion de Cheryl McKay. El diseño de vestuario estuvo a cargo de Jane Anderson con maquillaje de John Bayless.
Pat McCrory, gobernador de Carolina del Norte, hace un cameo en la película cuando desempeñaba en Charlotte, ciudad que sirvió como locación para la película.

## Banda sonora
Mark McKenzie escribió la música incidental del filme y durante el clímax de la película se utiliza la canción Something Changed, la cual fue compuesta por Sara Groves, quien es una cantante de música cristiana. Algunas otras canciones usadas durante la película son Gotta Serve Somebody de Bob Dylan, The Thrill is Gone de B.B. King, y Crazy de Patsy Cline.

## Recepción
El filme recibió críticas mixtas por parte de los críticos de cine. «Aunque El último regalo evita discursos religiosos, esta es dramáticamente inerte con una plana dirección» agregó el portal de críticas de cine Rotten Tomatoes. La película tiene un porcentaje de aprobación del 32% (basado en 56 críticas con una calificación promedio de 5.1/10). En Metacritic el filme tiene un promedio de 49/100 basado en 16 críticas.
Críticos de The New York Times le dieron un consenso positivo a la película ovacionando sobre todo su mensaje moral, el cual ha sido también recibido negativamente por equipos de críticos como los de Newsday y The Washington Post argumentando que si bien la moral de la película no es mala esta sufre de un sentimentalismo innecesario.
Christianity Today le dio a la película 2.5 de 4 estrellas, también hablando positivamente de la trama del filme pero también argumentando que esta carece de estructura narrativa. Por otro lado, la película también ha sido bien recibida por críticos de Variety y del Seattle Post-Intelligencer, con el primero apreciando la manera en que trata los temas relacionados con la fe y lo relacionado con Dios mientras que el segundo destaca «la sinceridad y optimismo de la película y también el guion sólido que esta posee junto con sus valores de producción».
The Washington Post y The Hollywood Reporter premiaron la actuación de Breslin como la pequeña niña llamada Emily, calificando a esta como “cautivadora y encantadora". Este también fue un tema común entre aquellos que recomendaron la película así como los que no lo hicieron y tampoco destacaron la actuación de Breslin.

## Taquilla y ventas en DVD
El Último Regalo abrió con recepciones modestas de $1.2 millones de dólares en el primer fin de semana de su estreno. Como resultado de la baja recepción en taquilla, muchos cines sacaron de cartelera a la película causando una caída drástica en la venta de boletos y proyecciones de la película. Para el 6 de mayo de aquel año, la película acumularía un escaso total de $3.4 millones de dólares. Las ventas en DVD fueron de $9.55 millones durante los dos primeros meses después de su lanzamiento en dicho formato.

## Locaciones
A pesar de que varias escenas simulan el sur de Estados Unidos, la película fue rodada en su mayoría en Carolina del Norte, específicamente dentro de Charlotte.

## Preestrenos
Debido al mensaje filantrópico de la película, varias comunidades dedicadas a la caridad patrocinaron proyecciones de la película durante el Día Nacional de la Filantropía en el año 2006 junto con otros preestrenos regionales organizados por diversas comunidades y fundaciones dedicadas al altruismo.

## Presupuesto
La película se financió con $80 millones de dólares con la ayuda del grupo financiero Stanford Financial Group, el cual es una empresa financiera con actividad en Houston. Stanford dirigió proyecciones privadas de la película a clientes de interés y según el ejecutivo del grupo, con esto lograron generar varias relaciones multimillonarias gracias a la película.